# 吴俊发
吴俊发（1927年1月—2019年2月25日），江西省广丰县人。版画家。

## 生平
毕业于正则艺术专科学校。历任江苏省美术馆馆长，中国美术家协会江苏分会副主席，江苏省版画家协会会长，中国版画家协会副主席。

## 作品
代表作品有《方志敏》等。出版有《吴俊发版画集》、《吴俊发水墨画集》。